# Mercat municipal (Portbou)
El Mercat municipal és una obra de Portbou (Alt Empordà) inclosa a l'Inventari del Patrimoni Arquitectònic de Catalunya. Situat dins del nucli urbà de la població de Portbou, al bell mig del terme, entre el passeig d'Enric Granados, la plaça de l'Abat de Sant Pere de Besalú i el carrer de l'Escultor Frederic Marés.

## Descripció
Edifici aïllat de planta rectangular amb la coberta de teula de quatre vessants i distribuït en un sol nivell. Presenta un porxo adossat al nord-est, destinat a porxo. Presenta la teulada d'un sol vessant i està cobert per voltes d'aresta emblanquinades. S'obre a l'exterior mitjançant arcs escarsers sostinguts per pilars quadrats bastits amb plaques de pedra. La façana principal, orientada a tramuntana, està formada per un porxo de les mateixes característiques que l'anterior, el qual ha estat tapiat a les façanes de llevant i migdia per guanyar espai interior. La part superior de la construcció, de dimensions més petites que la resta de l'edifici, presenta obertures ovalades emmarcades en pedra. A les façanes de llevant i ponent hi ha contraforts decoratius bastits en maons.
La construcció està bastida en maons, amb diversos trams del parament arrebossats i emblanquinats.